# Incognegro
Albums de Ludacris
Back for the First Time
(2000)
Singles
1. Ho
Sortie : 15 juin 1999
2. What's Your Fantasy
Sortie : 12 septembre 2000

Incognegro est le premier album studio de Ludacris, sorti le 17 août 1999 en indépendant.
La plupart des morceaux sont présents sur l'album suivant du rappeur, Back for the First Time, publié chez Def Jam, excepté It Wasn't Us, Midnight Train et A Rock and a Hard Place.
L’album s'est classé 11e au Top Heatseekers, 68e au Top R&B/Hip-Hop Albums et 179e au Billboard 200.

## Liste des titres
| No  | Titre                                         | Durée |
| --- | --------------------------------------------- | ----- |
| 1.  | Intro                                         | 0:15  |
| 2.  | U Got aa Problem?                             | 5:06  |
| 3.  | Game Got Switched                             | 4:09  |
| 4.  | 1st & 10 (featuring Infamous 2-0 et F.A.T.E.) | 3:42  |
| 5.  | It Wasn't Us                                  | 4:33  |
| 6.  | Come Over (Skit)                              | 1:02  |
| 7.  | Hood Stuck                                    | 4:25  |
| 8.  | Get Off Me (featuring Pastor Troy)            | 2:45  |
| 9.  | Mouthing Off (featuring 4-Ize)                | 3:00  |
| 10. | Midnight Train (featuring Chimere)            | 4:52  |
| 11. | Ho (Skit)                                     | 0:42  |
| 12. | Ho                                            | 2:50  |
| 13. | Tickets Sold Out (Skit)                       | 0:32  |
| 14. | Catch Up (featuring Infamous 2-0 et F.A.T.E.) | 4:16  |
| 15. | What's Your Fantasy (featuring Shawnna)       | 4:35  |
| 16. | Rock and a Hard Place                         | 4:21  |